# Op Reis met Bumba
Op Reis met Bumba is een darkride in het Belgische attractiepark Plopsaland Belgium en opende op 21 juli 2023 in het themagebied Circus Bumba. De attractie draait om de populaire tv-clown Bumba.

## Rit

### Wachtrij
De ingang van de attractie bevindt zich achteraan de hal van Circus Bumba. Bezoekers stappen de wachtrij binnen via een kleine circustent die toegang geeft tot de wachtrij. De wachtrij bestaat uit 2 delen, een gedeelte naast het station in de hal en een extra ruimte vormgegeven als woonkamer.
De wachtrij in de hal is deels gedecoreerd met cartoonachtige bomen en lichtslingers. De extra ruimte bevindt zich tussen de darkride en de achterkant van het podium van het Bumba Theater en is toegankelijk via een kleine doorgang. De ruimte is aangekleed als een woonkamer met groen streepjesbehang met hartjes. Boven dit behang hangt een groene plafondlijst waarop enkele stukken decoractie, zoals borden, boeken en lampenkappen zijn toegevoegd. In deze ruimte hangen 7 schermen waarop verschillende Bumba figuren regelmatig voorbij komen. Vier van deze schermen zitten ingewerkt in de muur met een kaderrand (als een schilderij), één scherm zit achter een brievenbus, en 2 schermen hangen boven de plafondlijst. In deze ruimte speelt een piano versie van Het grote Bumba circuslied.

### Station
De muur van het station is gedecoreerd met een blauw doek waarop hartjes en schimmenspellen met handen te zien zijn. Aan beide zijden van het station, waar de wagens binnen en buiten rijden, bevindt zich een oranje boog met lampen. Via een houten perron stappen bezoekers in een van de rode wagentjes, met nummerplaat 2-bum-023 (een referentie naar het hoofdpersonage en het openingsjaar).
De wagens hebben 2 zitbanken met een gordel. De eerste rij is erg klein en dus enkel toegankelijk voor kinderen. Er is een decoratief stuur en 2 drukknoppen waarmee passagiers kunnen kiezen om de vertelstem in het Nederlands of Frans te horen. Achteraan de wagen hangt een gele koffer, dit is een toegangsluik voor de technische kast die zich in de wagen bevindt.

### Scène 1 (Intro)[3]

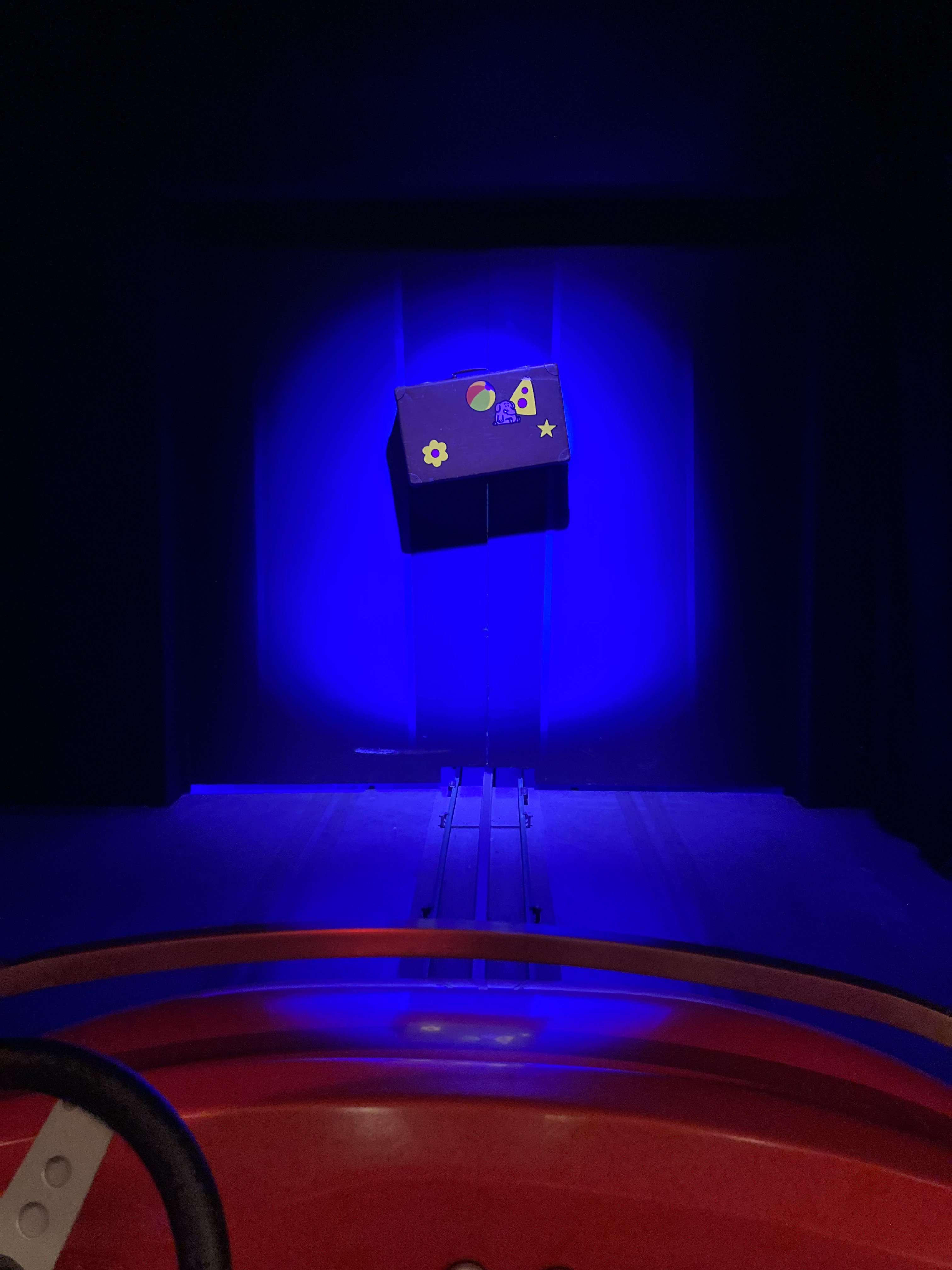
De koffer van Bumba, in de eerste scène.

Wanneer de wagen vertrekt opent een rood gordijn en zien de passagiers een reiskoffer aan een deur hangen.
Vertelstem: "Op Reis met Bumba."
Nadat deze deur opent zien passagiers twee animatronics, Babilu de baby die zich verstopt in een reiskoffer en Bumba die een kunstje doet en balanceert met een hoop koffers.
Vertelstem: "Kijk, Bumba doet een kunstje. Bravo Bumba!"
Passagiers zien ook een kleinere versie van de wagen waar de bezoekers inzitten volgeladen met koffers en andere objecten, achter deze wagen ziet men ook de hoofden van Bumbalu en Bumbina verstopt zitten. Op het einde van de scène staat een scherm met kinderen. Ze roepen "bravo" en applaudisseren voor Bumba.

### Scène 2 (Azië)
Vertelstem: "Ga je mee naar Azië?"
De wagen rijdt Azië binnen via een dubbele deur vormgegeven als de deuren van een tempel. Een animatronic van Li-Ling slaat op een gong. Een Chinese draak niest en spuwt vuur in de richting van Bumba en Bumbalu, die beiden met hun armen zwaaien en schrikken. Voor het vuureffect wordt gebruikgemaakt van een projectie op een dun gaasnet, ook hangt er een warmtelamp boven de wagen om het vuureffect te versterken.

### Scène 3 (Winter)

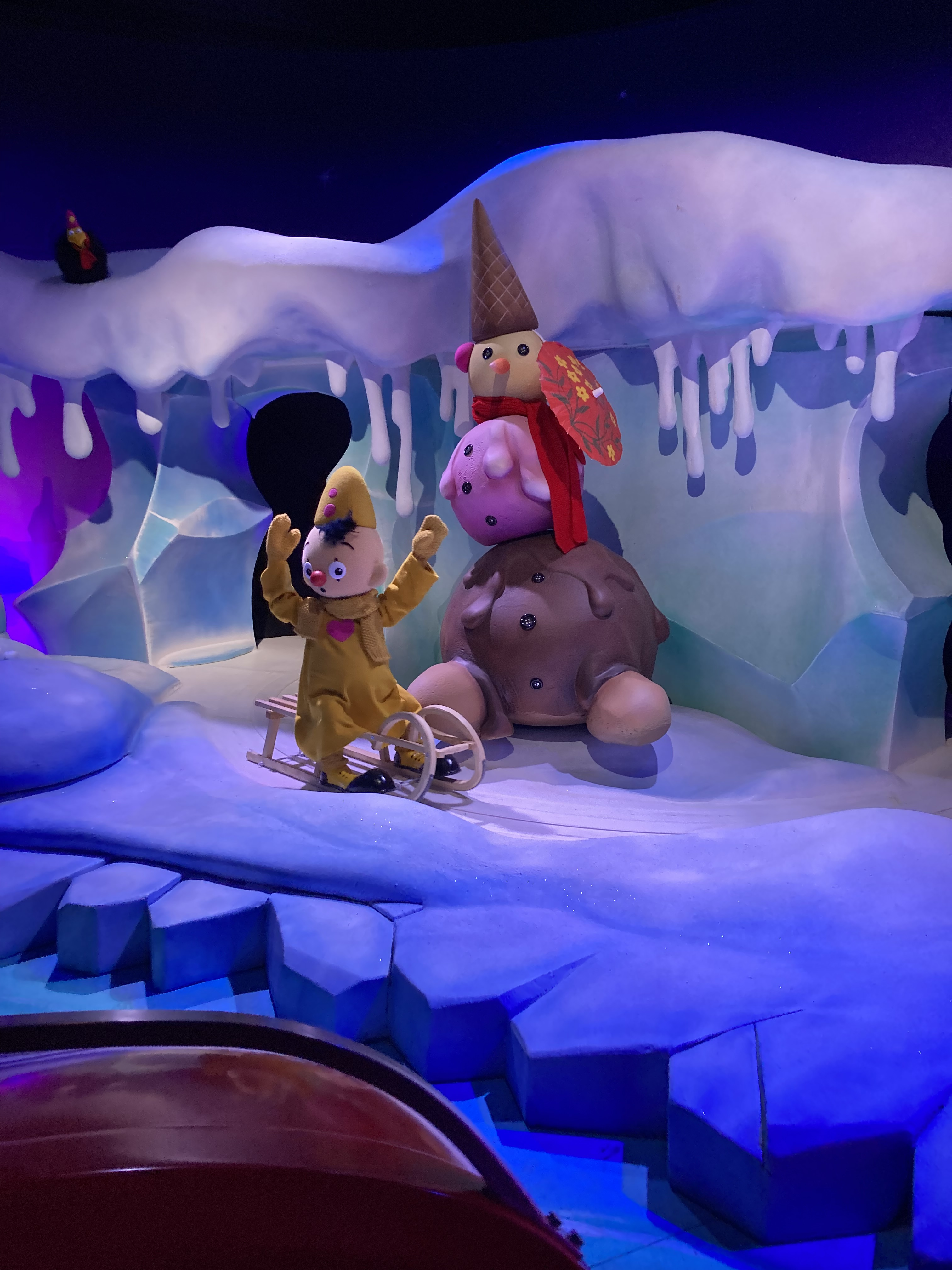
Bumba op zijn slee

De wagen rijdt de winterscène binnen via een donkere gang met aan beide zijden contouren van besneeuwde bergen. Op het einde van deze gang bevindt zich een zwarte deur waarop een projectie wordt afgespeeld van Bumba die een sneeuwbal gooit naar de inzittenden, ook wordt hier de actiefoto genomen. 
Vertelstem: "Brrr, wat is het koud hier in de sneeuw."
Wanneer de deuren openen voelen bezoekers de koude lucht van een airco die zich boven de wagen bevindt. De wagen rijdt verder langs Suzy de zeeleeuw die enkele ballen op haar neus balanceert en een sneeuwman die lijkt op een ijsje. Bumba, met sjaal en handschoenen, komt uit een ijsgrot glijdend op een slee. Daarnaast staat Ituku naast een iglo met een kano op haar hoofd, ze fluit en duwt de kano omhoog wanneer de wagen voorbij rijdt. Babilu komt tevoorschijn samen met 2 orka's.
Aan de linkerkant van de wagen staat een slee met Gwido de pinguïn en een wegwijzer, deze wijst naar de Noordpool, Azië en Plopsaland. In de overgang naar de ruimtescène rijdt de wagen een ijsgrot met grote ijskristallen binnen.

### Scène 4 (Ruimte)

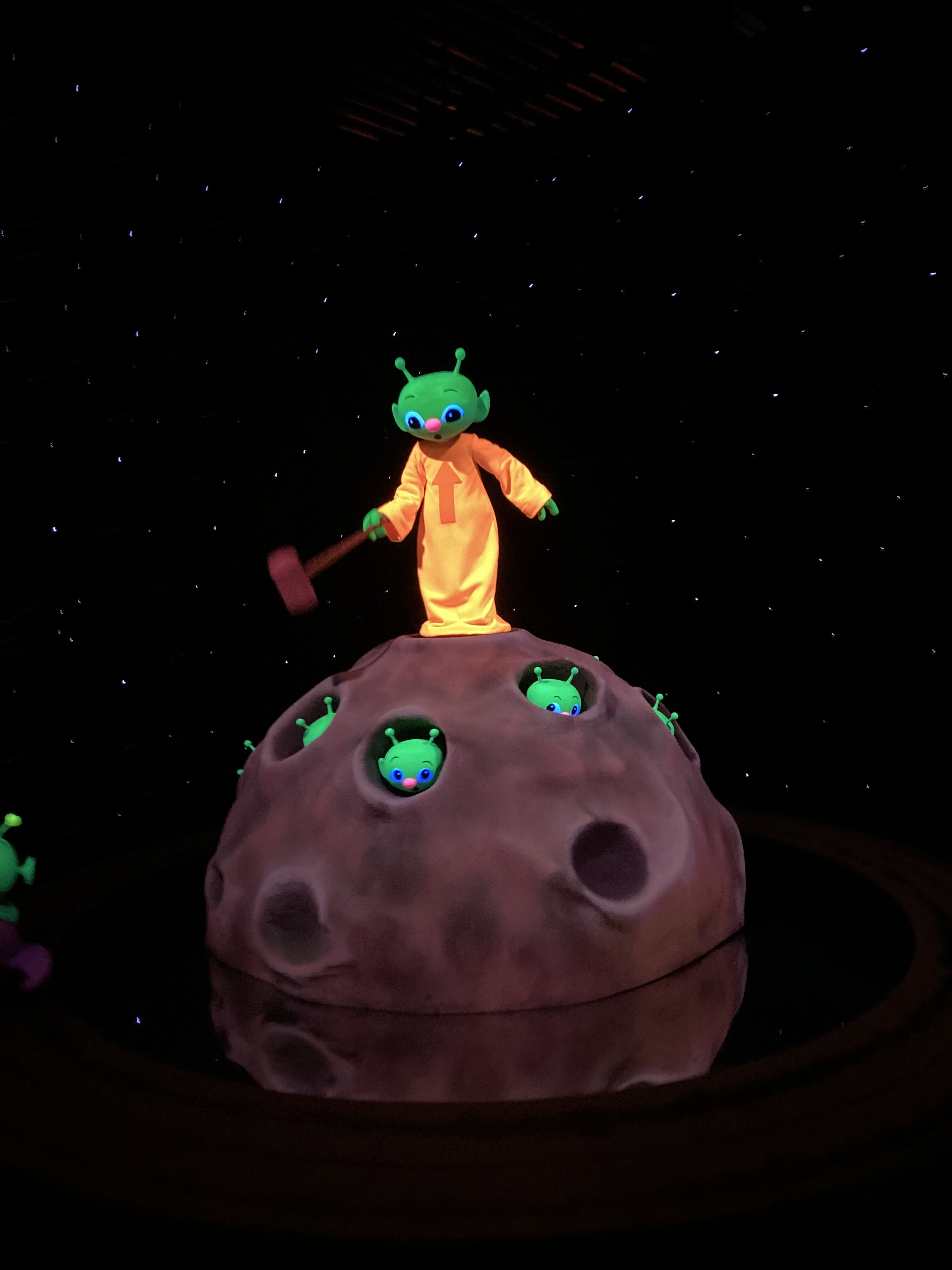
Ruimtemannetje Arro in de ruimtescène

Vertelstem: "Ga naar de ruimte, met de boot? Neen! Met de step? Neen! Met een raket? Jaaaaa!"
Bij het binnenrijden in de ruimte zien passagiers twee miniatuurplaneten met een vliegend raketje. In de ruimtescène hangen verschillende planeten, een ruimteschip en een twee ufo's in de lucht. In het ruimteschip zien bezoekers Babilu, niet als animatronic, maar als handpop gefilmd en afgespeeld op een display die in het decor zit ingebouwd. Hetzelfde geldt voor een groepje kinderen en Bumbina in de twee ufo's. Bumba zit in een ruimtepak en zweeft aan de rechterkant van de wagen in de lucht.
Aan de linkerkant staat een animatronic van ruimtemannetje Arro met een hamer. Hij speelt Whac-A-Mole met een paar kleinere ruimtemannetjes die uit een planeet tevoorschijn komen. De muren van deze ruimte zijn bedekt met een sterrendoek, dit effect wordt versterkt door middel van spiegels op de vloer.

### Scène 5 (Jungle)
Vertelstem: "Op naar de jungle, met de fiets? Neen! Met de trein? Neen! Met de jeep? Jaaaaa!"
Via 3 deuren vormgegeven als struiken rijdt de wagen de jungle binnen. Achter deze struiken zien passagiers de hoofden van Bumba, Bumbina en Bumbalu. Op de muur achter deze struiken is een geprojecteerde animatie van een digitaal getekende jeep te zien.
Vertelstem: "Sst, Barry slaapt."
Links zien passagiers Barry de leeuw. Hij slaapt en blaast bij het uitademen een papieren bootje met een muis heen en weer. 
Vertelstem: "Oei! De jeep zit vast in de modder."
Rechts zien passagiers 2 slingerapen en Bumba en Bumbalu, zittend in een jeep die vastzit in de modder. Doorheen deze scène zijn verschillende geprojecteerde vlinders te zien.
Vertelstem: "We gaan onderwater, met de duikboot."
De overgang naar de "Onder de zee" scène start via een waterval, die door middel van videomapping op een hoop rotsen wordt geprojecteerd. De wagen rijdt door naar een aparte ruimte die door de waterval vol lijkt te lopen met water, vlak voor de wagen deze ruimte verlaat komt een digitaal getekende duikboot voorbij. Dit effect lijkt sterk geïnspireerd te zijn door een scène uit Mickey & Minnie's Runaway Railway.
In de Junglescène staat ook een geurmachine, echter is deze voorlopig nog niet in gebruik.

### Scène 6 (Onder de zee)
Vertelstem: "Wauw! Zo veel vissen."
In deze scène rijdt de wagen langs een hoop vissen, hangend vanaf het dak, en een gele duikboot. In deze duikboot zitten 2 schermen verwerkt, een klein scherm met Kiwi en een groot scherm met Bumba die de duikboot lijkt te besturen. Op een tweede groot scherm rechts naast de wagen zien we een octopus. Het effect van de octopus wordt versterkt doordat de tentakels fysieke decorstukken zijn.
Op de muren worden bubbels geprojecteerd, die door het gebruik van een dun gaasnet (net zoals in de Aziëscène) een 3D-effect lijken te hebben. In deze scène bevinden zich 2 wissels voor het ritsysteem naar een onderhoudsruimte. Deze zitten weggewerkt in het decor en zijn bijna niet zichtbaar.

### Scène 7 (Trampoline)

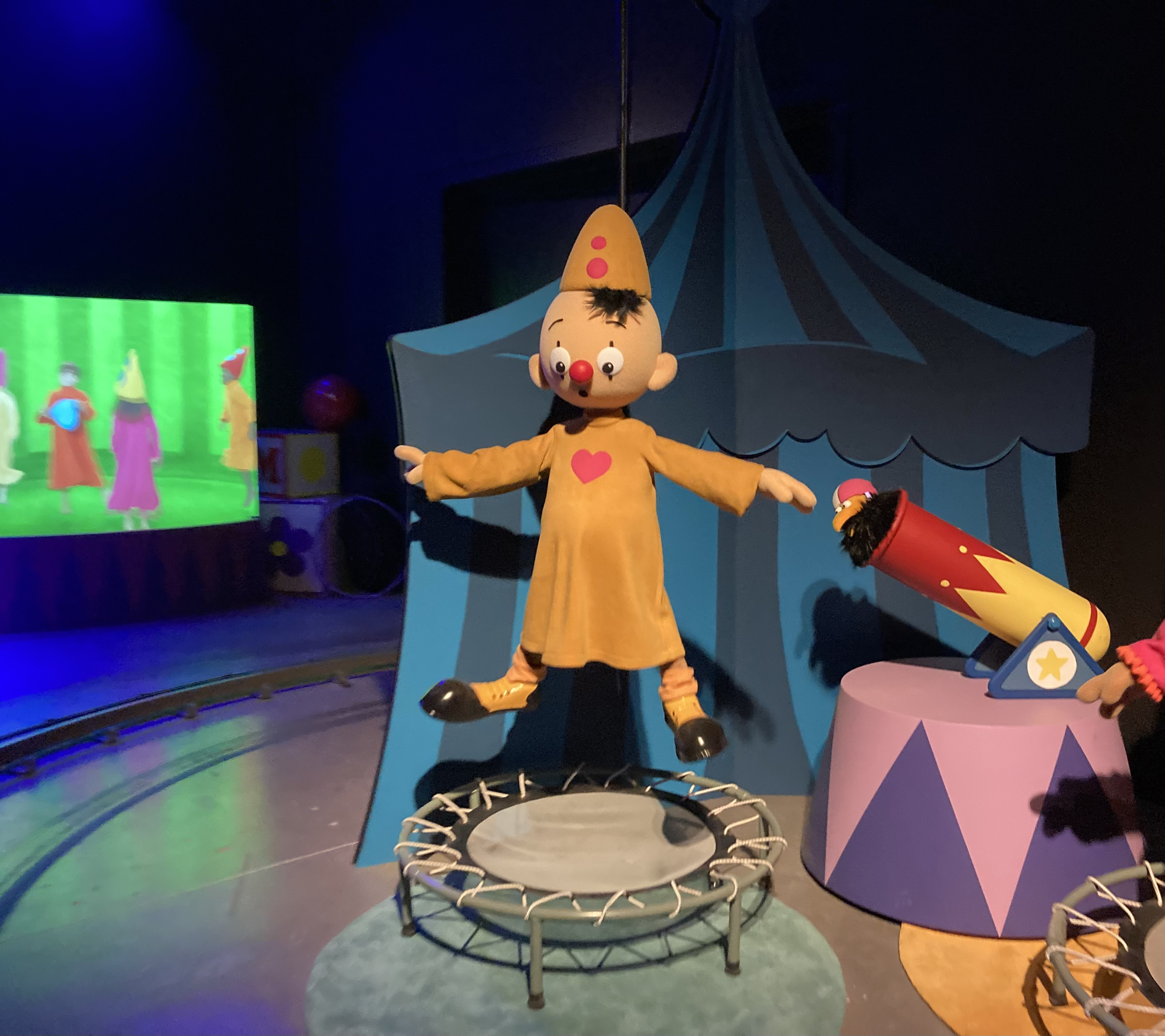
Bumba springt op de trampoline

Vertelstem: "Bumba springt op de trampoline."
Komende uit de "Onder de zee" scène zien passagiers rechts Bumba en Bumbina springen op trampolines. Links bevinden zich opbergrekken met verschillende circus gerelateerde objecten. Ook zien passagier olifant Tumbi liggen op een doorgezakte trampoline, en een scherm met springende kinderen.

### Scène 8 (Circus)
Vertelstem: "Drie, twee, één, het is feest!"
Via een grote deur rijden de wagentjes de circusscène binnen. Aan de linkerkant zien passagiers Poppa de aap die balanceert bovenop Pantoef het nijlpaard en Nanadu de dansende beer die rondjes draait met een grote taart. Op de achtergrond zijn er schermen met kindjes en kleine circustenten te zien.
Aan de rechterkant staat een podium waarop Bumba en zijn vrienden orkest spelen. Startend vanaf rechts ziet men voor het podium Suzy de zeeleeuw, Harry de aap, een kikkerkoor met Kiko de kikker, Zazati de Chinese tovenaar (achter de piano), Sligo de slak (met een feesttoeter), Babilu (in een kinderwagen), Babaki de hond (met een tamboerijn), Gwido de pinguïn (met bekkens), Tumbi de olifant (met een trompet), Bumbum de neushoorn (met een trom) en Barry de leeuw (met een saxofoon).
Op het podium staat Bumba (met een trompet), Bumbalu (met een contrabas) en Bumbina (achter een drumstel).
Boven de scène hangen gekleurde lichtslingers en via projecties is er vuurwerk te zien. Tot begin december 2023 werd vlak voordat de wagen de scène verliet de actiefoto hier genomen.

### Scène 9 (Outro)

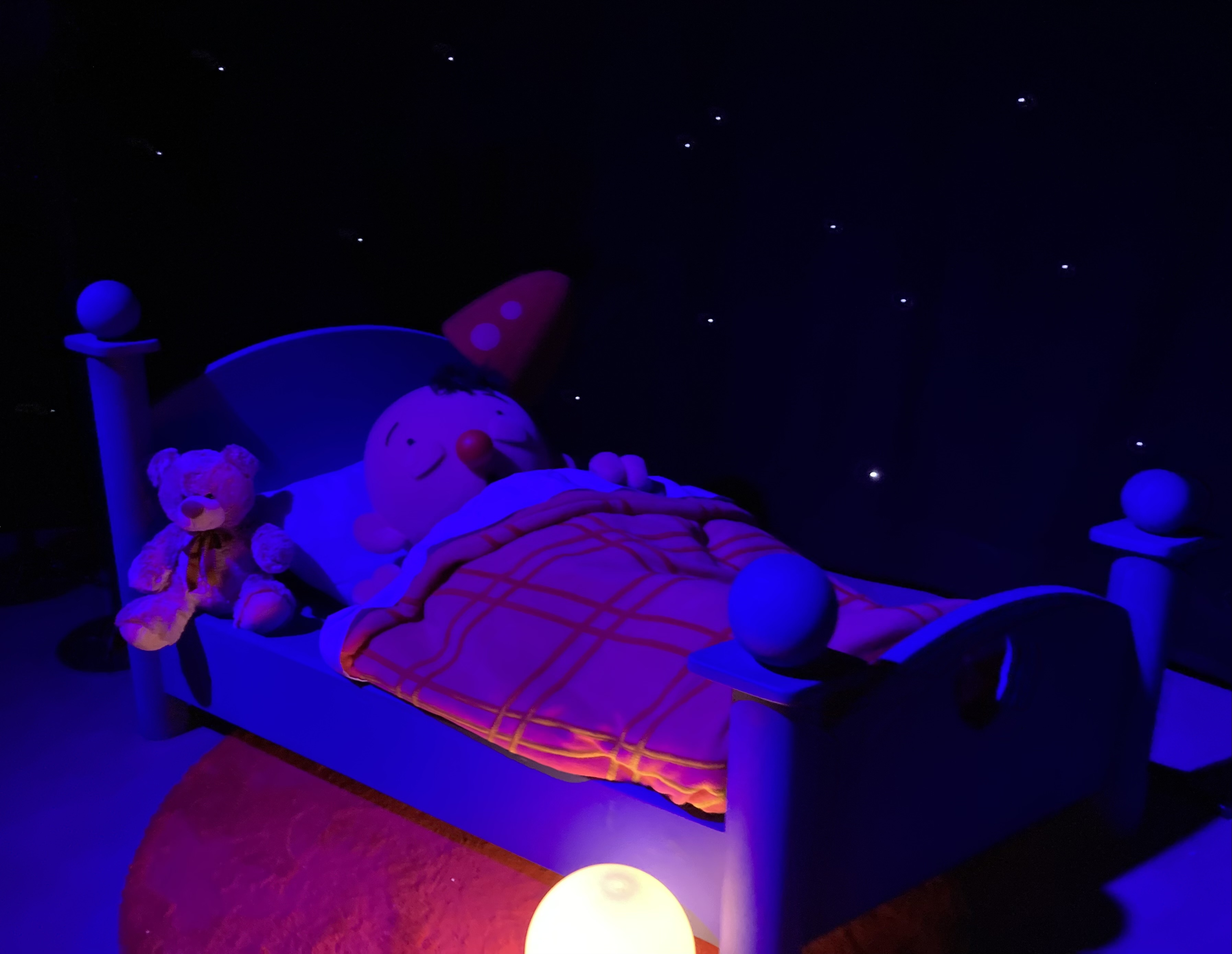
Bumba ligt te slapen in de laatste scène.

Vertelstem: "Tijd om afscheid te nemen."
Via een rood gordijn rijdt de wagen de laatste scène binnen. Twee wormen kussen elkaar in de vorm van een hart, net zoals de tv-afleveringen van Bumba altijd worden afgesloten. Passagiers zien Bumba slapend in zijn bedje met een teddybeer. Op de achtergrond zwaaien grote gekleurde handen de bezoekers uit. Via een volgend rood gordijn komen bezoekers terug in het station.

## Techniek

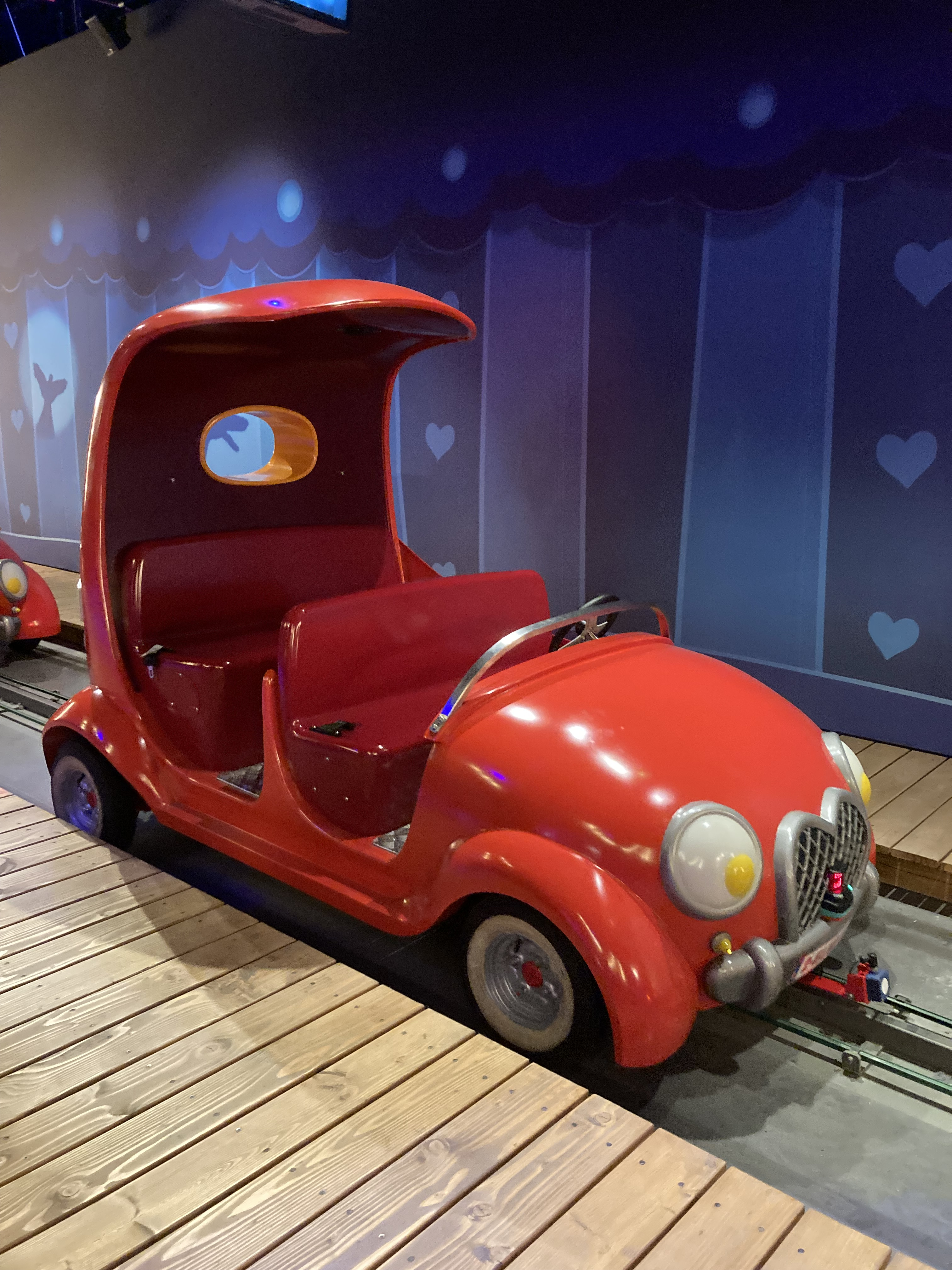
Een wagen in het station.

Het ritsysteem met de wagens werd geleverd door Metallbau Emmeln uit Duitsland. Er zijn in totaal 14 wagens waarvan er momenteel 11 tegelijk in het parcours rijden. Voor 11 november 2023 was het maximum aantal wagens in de baan 8.
In de eerste weken na de opening kende de attractie een hoop opstartproblemen, zo konden er een lange tijd maar 6 wagens tegelijk gebruikt worden waardoor de wachttijd sterk kon oplopen. Om bezoekers te informeren werd een bord aan de ingang van de attractie geplaatst dat waarschuwde dat de wachtrij kon oplopen omdat de attractie nog in een testfase zat.

### Capaciteit
In de eerste weken na de opening was de capaciteit van de wagens beperkt tot 4 personen, 2 kinderen tot 1,40m vooraan en 2 volwassenen achteraan. Op 1 september 2023 werd de capaciteit aangepast naar 6 personen per wagen. Er mogen nu 3 kinderen tot 1,20m vooraan plaatsnemen en achteraan 2 volwassenen met een baby.
De effecten en scènes in de attractie zijn zo geprogrammeerd dat er ongeveer iedere 20 seconden een wagen kan starten, echter is het in praktijk onmogelijk om de wagens zo snel na elkaar te laten starten doordat bezoekers meer tijd nodig hebben om in te stappen.

### Showtechniek
In de attractie zitten meer dan 150 bewegende elementen en 50 animatronics gebouwd door de Belgische studio Fisheye uit Wetteren. Verder wordt er gebruikgemaakt van 250 theaterarmaturen, 30 projectoren en schermen en 200 netwerktoestellen. De aansturing voor alle showtechniek bevindt zich in een technische ruimte die toegankelijk is via een deur in de junglescène.

## Trivia
- De muziek in de attractie is een instrumentale versie van Het grote Bumba circuslied en heeft per scène een eigen versie. Het muziekje is 21 seconden lang en wordt constant herhaald, waardoor het op een gemiddelde openingsdag van 8 uur zo'n 1400 keer te horen is.
- Tijdens de ontwikkeling heeft de attractie verschillende werktitels gekend, zoals Bumba's Grote Avontuur[2] en Met Bumba op Reis.
- Volgens ontwerper Piet De Koninck werden de animatronics van de figuren uitgevoerd als "aaibare poppen die de grootte hebben van de kindjes"[7].
- De kostprijs voor de bouw van Circus Bumba, inclusief de darkride, was 12,5 miljoen euro[2].